# 鼎石資本
鼎石資本有限公司，簡稱鼎石資本（英語：Pinestone Capital Limited，港交所：0804），在2010年，於香港（總部）成立「鼎石證券有限公司」（2012年，被現任主席及行政總裁張存雋收購）。
業務在香港經營經紀服務、孖展融資服務以及配售及包銷服務。
股份在2015年6月12日於港交所創業板上市，當時代碼為8097.HK。配售股份價格為0.4至0.6港元，發行配售股份為1.2億股，集資額為7200萬港元，但如果中位數為0.5港元，則集資為4500萬港元，包括扣除包銷佣金及與配售有關的開支。
2017年6月7日轉往主板上市。

## 外部連結
- pinestone.com.hk （页面存档备份，存于）（英文）